# كابتن كولد
كابتن كولد (بالإنجليزية: Captain Cold)‏ أو ليونارد سنارت هو شخصية شرير خيالية يظهر في القصص المصورة الأمريكية التي تنشرها دي سي كومكس. ظهر للمرة الأولى في شوكيس في العدد رقم 8 في يونيو 1957. هذه الشخصية من ابتكار كل من جون بروم وكارمين إنفانتينو. وضع موقع آي جي إن هذه الشخصية في المركز 27 ضمن قائمة أعلى الأشرار في القصص المصورة على الإطلاق. أدى الممثل وينتورث ميلر دوره في مسلسل البرق الذي عرض على شبكة سي دبليو التلفزيونية.
يتميز بالقدرة على التخطيط الاستراتيجي، والمعرفة الواسعة عن الحفظ بالبرودة. يملك سلاح «كولد غان» الذي يمكنه من تجميد الكائنات إلى درجة لصفر المطلق. وهو عدو أساسي للبرق (باري ألين). ظهر كابتن كولد في أعمال مثل سوبرمان/باتمان: أعداء الجميع، باتمان الجرأة والشجاعة وشباب العدالة.